# Bibliothek Sainte-Geneviève

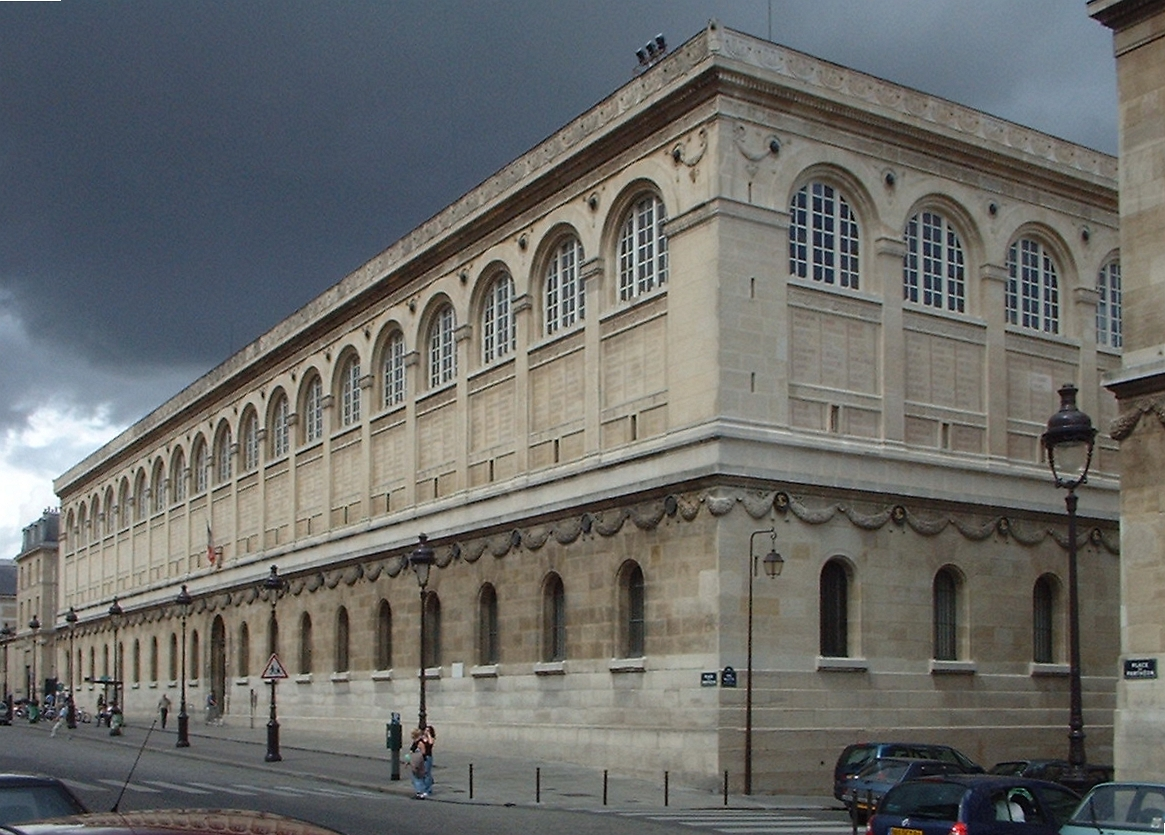
Die Bibliothek Sainte-Geneviève in Paris

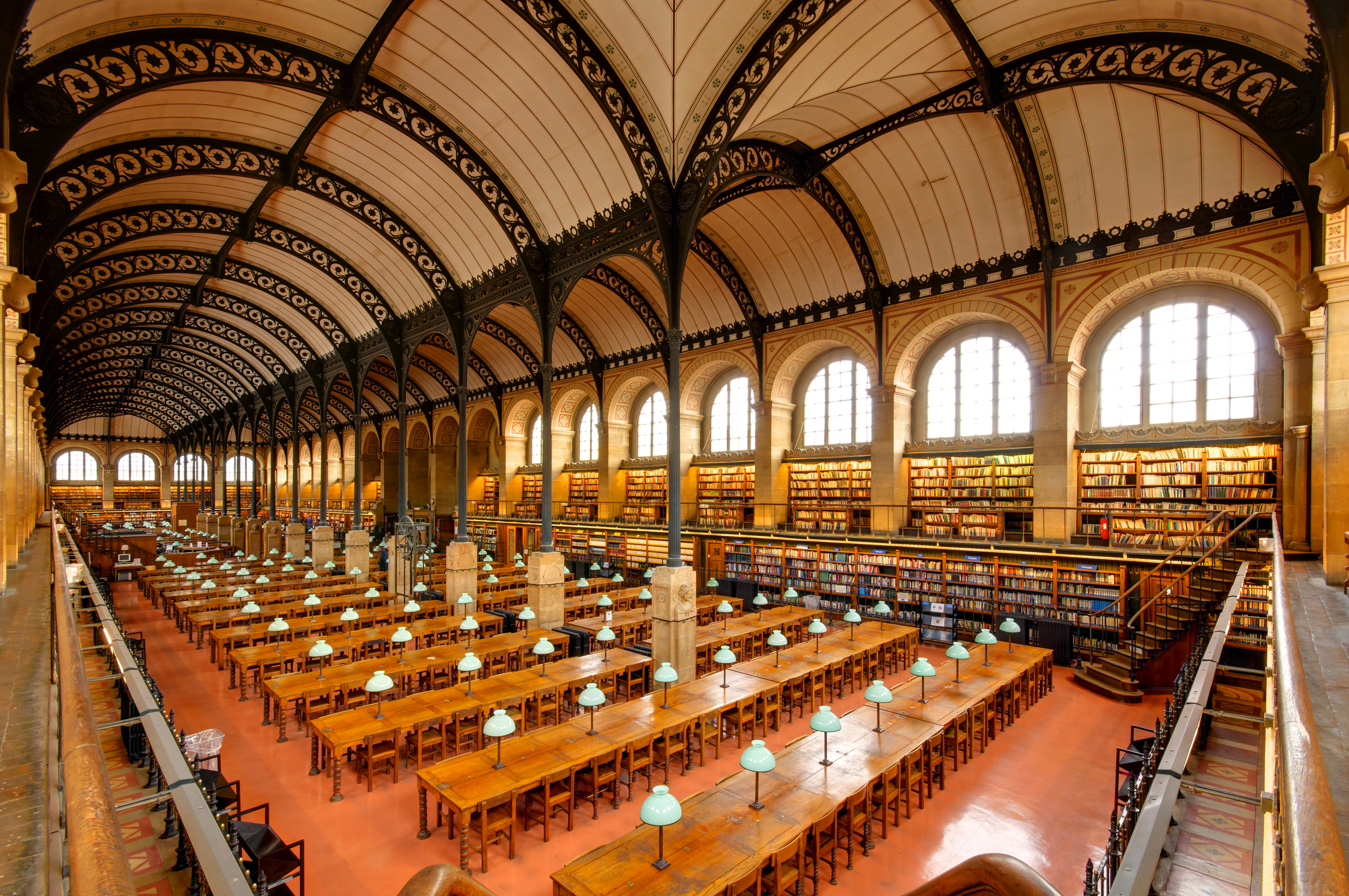
Blick in den Lesesaal der Bibliothek

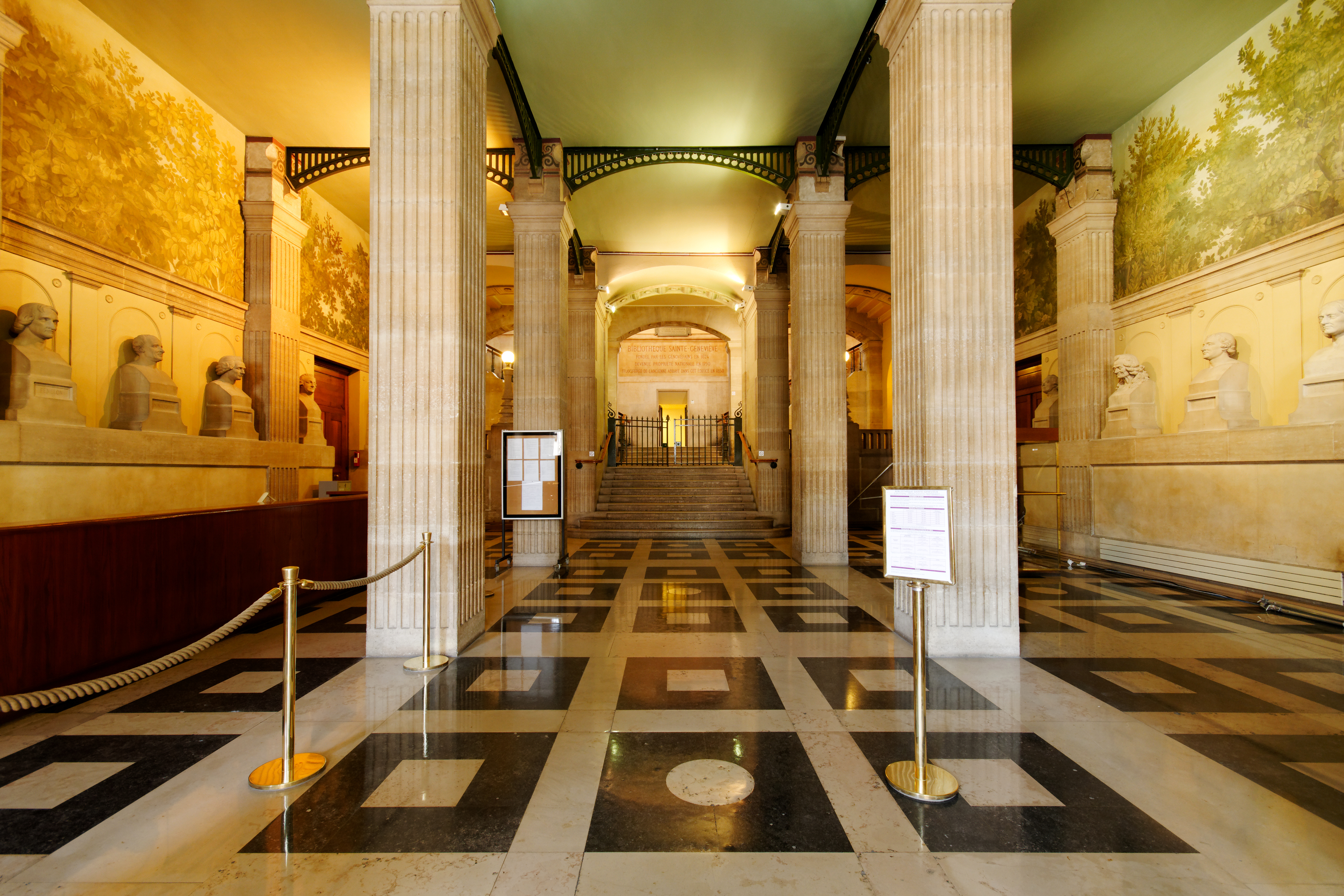
Vestibül

Die Bibliothek Sainte-Geneviève liegt am Place du Panthéon im 5. Arrondissement von Paris und ist als frühes Beispiel des Gusseisenbaus ein bedeutendes Werk von Henri Labrouste, der die Bibliothek von 1843 bis 1851 nach seinen Plänen erbauen ließ. Zum ersten Male wurde in Frankreich eine Bibliothek nicht als Anbau eines Klosters oder eines Schlosses konzipiert, sondern als eine Präsenzbibliothek, die der Öffentlichkeit zugänglich sein sollte. Le Corbusier bezeichnete das Bauwerk als den ersten Schritt auf dem Weg zur „modernen Architektur“.
Die Bibliothek umfasst heute ungefähr zwei Millionen Dokumente aus allen Wissensgebieten. Sie ist aus dem Bücherfundus des gleichnamigen Klosters hervorgegangen, dessen Anfänge in das 6. Jahrhundert zurückreichen und das eines der bedeutendsten und größten Klöster in Paris war.

## Konstruktion
Die beim Bau von Bibliotheken immer zu beachtende Feuergefahr legte im 19. Jahrhundert die Verwendung des neuen Baustoffes Eisen nahe. Die meisten Bibliotheksbauten aus dieser Zeit enthalten Eisenkonstruktionen, die aber nicht sichtbar sind oder sich in untergeordneten Räumen wie Büchermagazinen befinden. Bei Labrouste ist das Eisen dagegen sichtbar, geradezu inszeniert, die Konstruktion und Funktion des Gebäudes werden dadurch sichtbar. In den ersten Reaktionen brachte ihm das u. a. die Kritik Gottfried Sempers ein, der ihm vorwarf, in seiner Bibliothek Sainte-Geneviève einen „unglücklichen sichtbaren [eisernen] Dachstuhl angebracht“ zu haben.
Die Fassade in Formen der italienischen Renaissance trägt in den Brüstungsfeldern der Fenster des Lesesaales die Namen von 810 berühmten Dichtern, Denkern und Forschern. Hinter den Namenstafeln befinden sich die Bücherregale.
Links und rechts des Vestibüls lagern lichtgeschützt im Erdgeschoss die Büchermagazine, eine Sammlung seltener Bücher, Drucke, Manuskripte und die Verwaltungsräume. Das separate Treppenhaus befindet sich am Ende des Vestibüls an der Rückseite des Gebäudes. Während es im Vestibül noch relativ dunkel ist, erhellt sich das Treppenhaus mit jedem Schritt mehr. 
Der darüberliegende 1780 m² große rechteckige Lesesaal umfasst das gesamte Obergeschoss und wird längs der Mitte durch sechzehn eiserne Säulen geteilt. Der hohe, lichtdurchflutete Lesesaal misst 80 m in der Länge, 17 m in der Breite und 15 m in der Höhe. Auf den sechzehn steinernen Sockeln ruhen gusseiserne, kannelierte Eisen-Stützen, die sich zu Bögen formen und die Saaldecke tragen, zwei parallele Tonnengewölbe. Die Gewölbe werden außen von einem eisernen Satteldach überdacht. Die Schubkräfte der beiden Tonnengewölbe fangen steinerne Wandpfeiler im Inneren des Gebäudes auf. Die Wände sind bis auf die Höhe von 5 m mit Büchern bestellt. In der Höhe von 2,5 m umläuft eine Galerie den Saal, die von vier Eck-Treppen zu erreichen ist. Ebenerdige Bücherborde unterhalb der Galerie schaffen kleine Räume zwischen der Außenmauer und dem Lesesaal, hinter denen sich weitere schmale Treppen befinden. Der Büchertransport vom Magazin in den Lesesaal erfolgt über zwei enge Wendeltreppen an den beiden Gebäude-Ecken. Der Lesesaal wird mit dem Tageslicht von hohen Seitenfenstern erhellt, ursprünglich war im Lesesaal auch eine Gasbeleuchtung installiert. Seit einer Umstellung der Tische im Jahre 1930 verfügt der Lesesaal über 700 Arbeitsplätze. Alle Ornamente wie auch die gedrechselten Stühle mit niedriger Rücklehne sind von Labrouste entworfen.

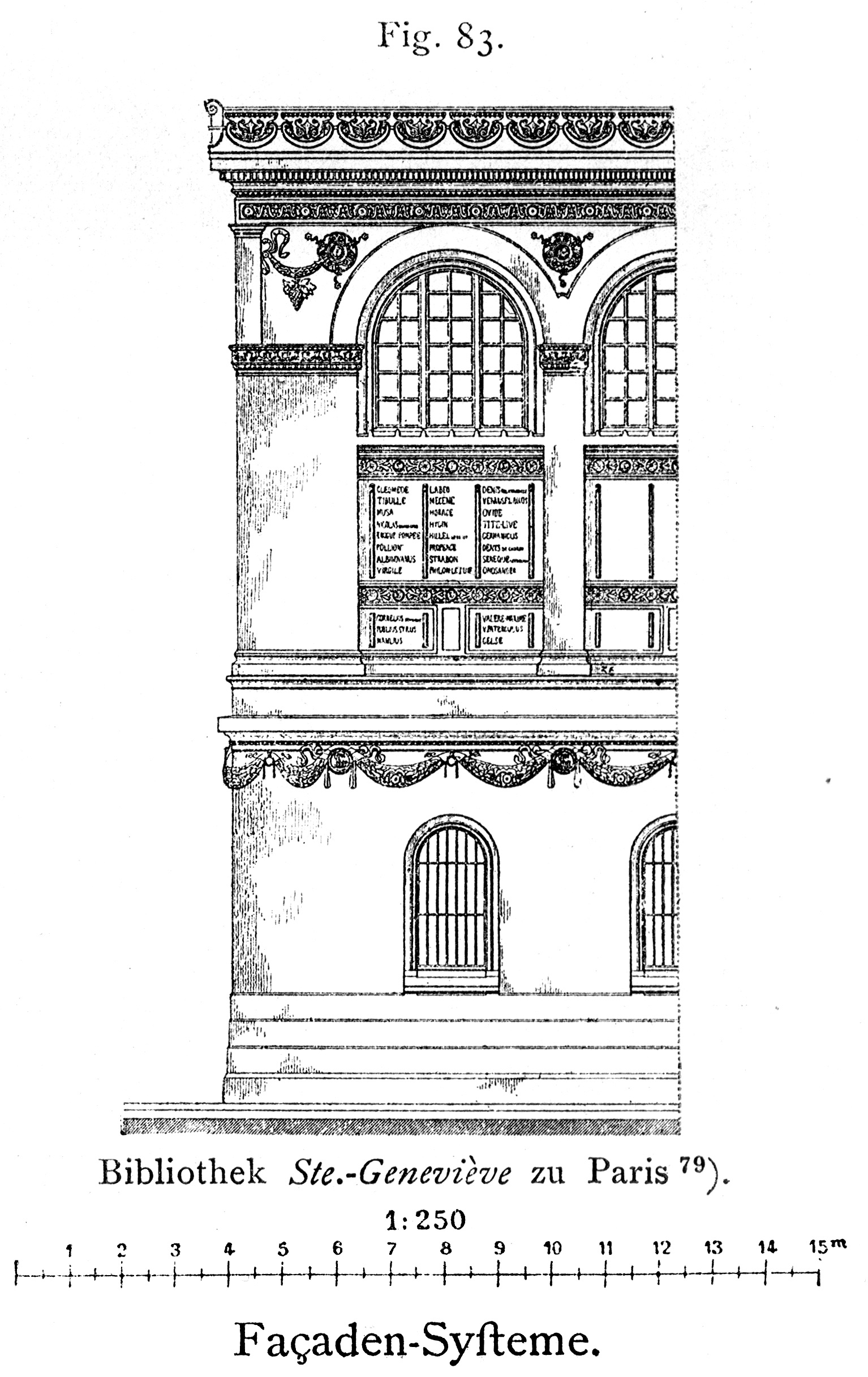
Fassadensystem: Namen von berühmten Dichtern, Denkern und Forschern in den Fensterbrüstungen
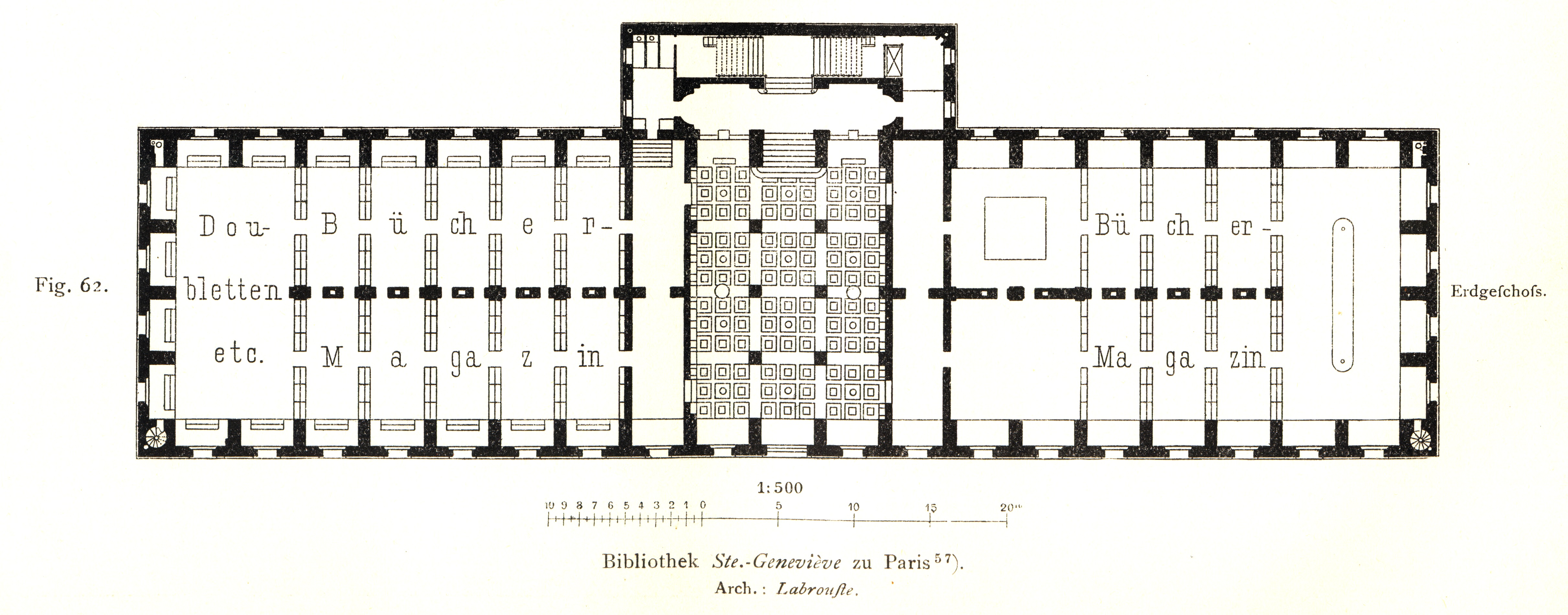
Grundriss des Erdgeschosses
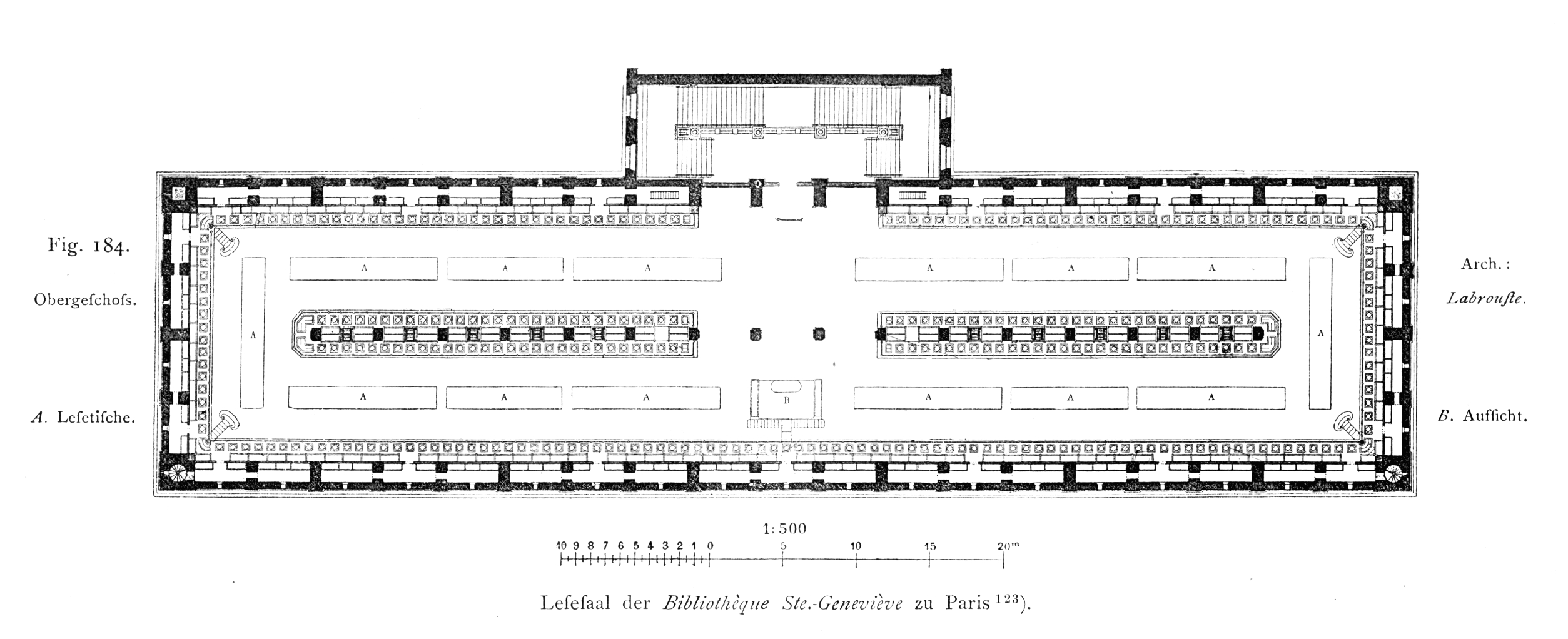
Basilikaler Grundriss des Obergeschosses mit dem Lesesaal
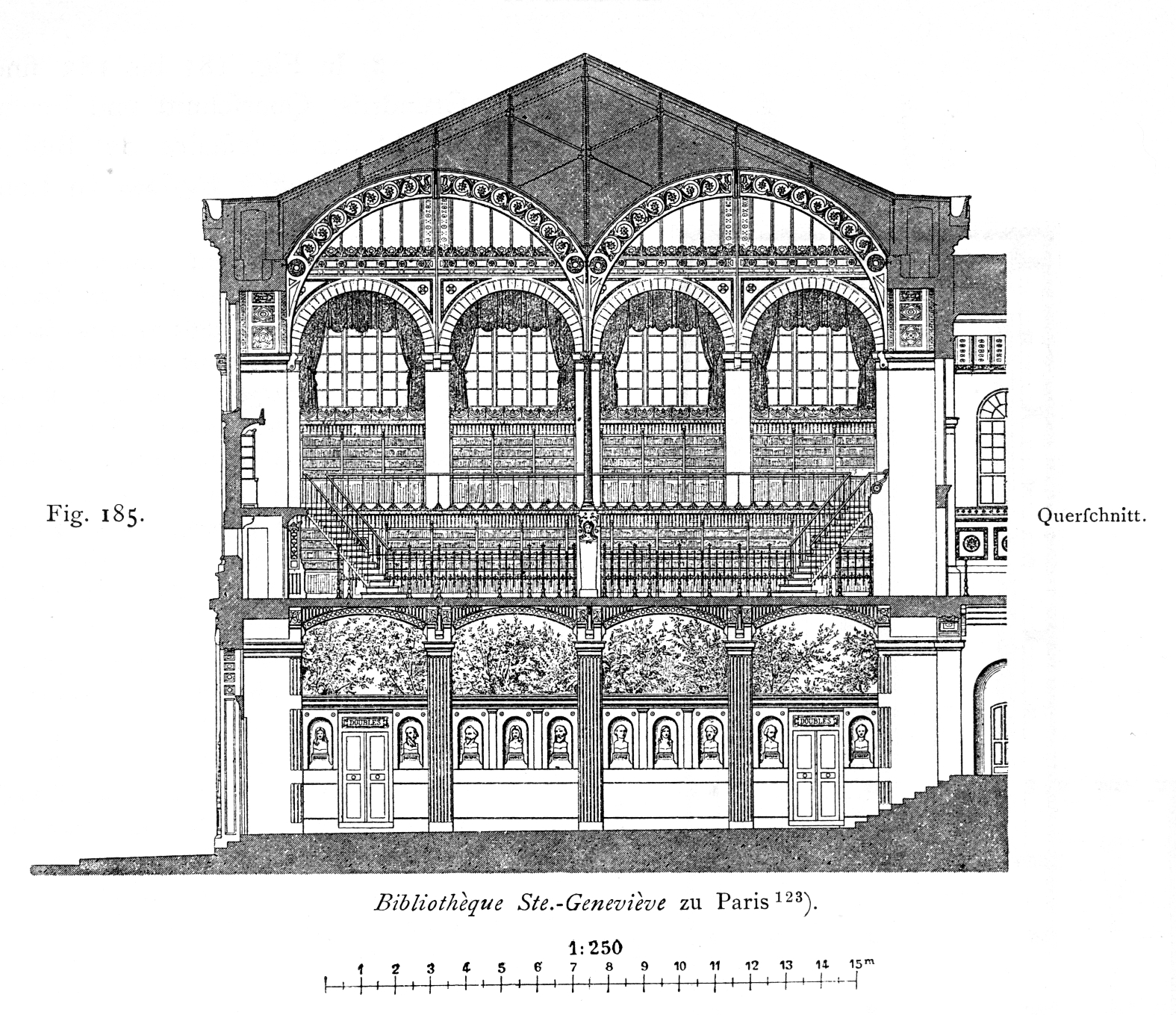
Schnitt durch den Lesesaal: Bögen der Eisenkonstruktion für die Tonnengewölbe und eiserne Dachkonstruktion
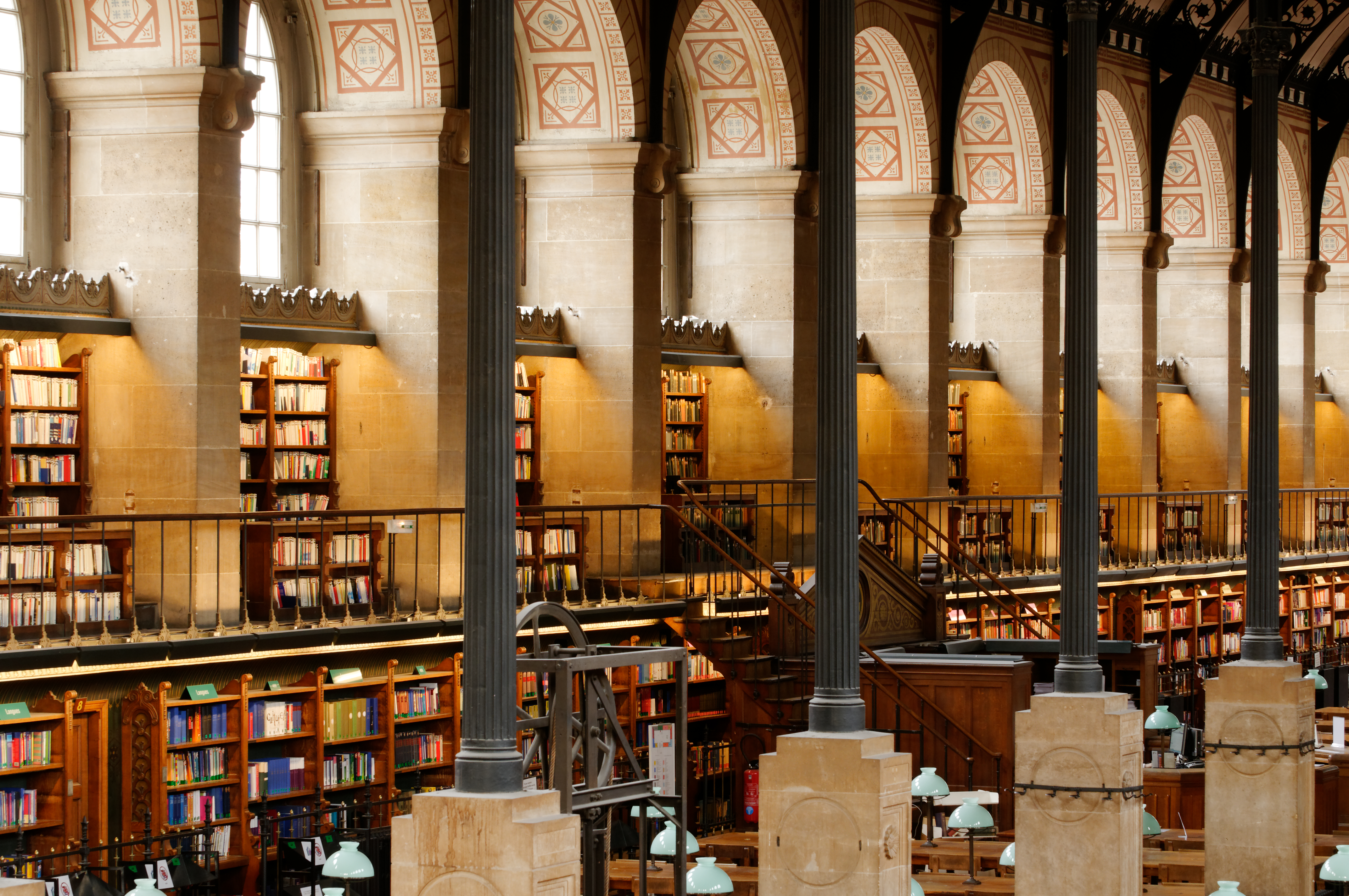
Gusseisernes Tragwerk

## Filme
- Die Bibliothek Sainte-Geneviève. Dokumentation, Frankreich, 2009, 26:15 Min., Regie: Juliette Garcias, Produktion: arte France, Les Films d’Ici, Reihe: Baukunst, deutsche Erstausstrahlung: 30. Oktober 2011, Inhaltsangabe von arte.
- Hugo Cabret. Spielfilm, USA, 2011, 127 Min., Regie: Martin Scorsese. 
 Der zwölfjährige Hugo Cabret liest mit Isabelle über die Anfänge des Films in der Bibliothèque Sainte-Geneviève, die dort als „Bibliothek der Filmakademie“ fungiert (ab 69. Min.).